# Phó vương quốc Río de la Plata
Phó vương quốc Río de la Plata (tiếng Tây Ban Nha:Virreinato del Río de la Plata) là đơn vị hành chánh phó vương quốc thành lập sau chót và có thời gian tồn tại ngắn nhất của Đế quốc Tây Ban Nha ở Châu Mỹ. Nguyên thủy khi đặt nền cai trị ở Tân Thế giới, triều đình Madrid lập Phó vương quốc Nueva España ở Trung Mỹ (1521, thủ phủ là Thành phố México); sau đặt thêm Phó vương quốc Perú (1542, thủ phủ là Lima), Phó vương quốc Nueva Granada (1717, lỵ sở ở Bogotá), và cuối cùng là Phó vương quốc Río de la Plata.
Xứ này được thành lập năm 1776 tách phần đất nam phần của Phó vương quốc Peru, chủ yếu là lưu vực Río de la Plata, tương ứng với lãnh thổ ngày nay của các nước Argentina, Bolivia, Paraguay và Uruguay. Buenos Aires bên hữu ngạn sông Río de la Plata được chọn làm thủ phủ để giữ phần biên cương; bên tả ngạn lúc bấy giờ có đồn lũy của quân Bồ Đào Nha xứ Brasil. Việc lập hành dinh ở Buenos Aires cũng thúc đẩy thương mại thêm phát triển cùng củng cố chủ quyền của triều đình Madrid ở miền cực nam đang bị Anh Quốc và Bồ Đào Nha dòm ngó. Khi phong trào độc lập nở rộ chống Madrid vào đầu thế kỷ 19, quân triều đình không sao dẹp được, rút cuộc thể chế thuộc địa bị giải thể năm 1824.

### Danh sách Phó vương:
1. Pedro Antonio de Cevallos: 1776 - 1778
2. Juan José de Salcedo: 1778 - 1784
3. Nicolás del Campo: 1784 - 1789
4. Nicolás de Arredondo: 1789 - 1795
5. Pedro de Melo: 1795 - 1797
6. Antonio Olaguer Feliú: 1797 - 1799
7. Gabriel de Avilés: 1799 - 1801
8. Joaquín del Rozas: 1801 - 1804
9. Rafael de Sobremonte: 1804 - 1807
10. Santiago de Liniers: 1807 - 1809
11. Baltasar de Cisneros: 1809 - 1810, bị nhân dân lật đổ để lập "Cộng hòa thứ nhất": Saavedra - Matheu: 1810 - 1811
12. Francisco Javier de Elío: 1811 - 1812